# Маяк Сейбрук-Брейкуотер
Маяк Сейбрук-Брейкуотер (англ. Saybrook Breakwater Light), также известный как  Внешний маяк Сейбрука (англ. Saybrook Outer Lighthouse) — маяк, расположенный на западном берегу реки Коннектикут, на входе в гавань города Олд-Сейбрук,  округ Мидлсекс, штат Коннектикут, США. Построен в 1886 году. Автоматизирован в 1959 году. 

## История
В 1803 году был построен маяк Линд-Пойнт, обеспечивающий навигацию до города Олд-Сейбрук. Однако он был расположен достаточно далеко от скалы, которая представляла опасность для навигации, в 1831 году около скалы был установлен буй. В 1870-х годах русло реки Коннектикут было углублено, чтобы обеспечить безопасную навигацию при увеличивающемся потоке торговых судов. Были построены волнорез и мол, последний из них протянулся до скалы, около которой ранее был буй. 8 августа 1882 года Конгресс США выделил 20 000$ на строительство маяка на этом моле. Этих средств было недостаточно, и 4 июля 1884 года Конгресс выделил дополнительно 18 000$. В 1886 году строительство было завершено. Маяк представлял собой цилиндрическую железную башню высотой 15 метров, на вершине которой была установлена линза Френеля. С 1886 года маяк Линд-Пойнт стал известен также как «Внутренний маяк Сейбрука», а маяк Сейбрук-Брейкуотер — как «Внешний маяк Сейбрука». Маяк был автоматизирован Береговой охраной США в 1959 году.
В 1990 году он был включен в Национальный реестр исторических мест.

## Фотографии
- Открытка, выпущенная между 1930 и 1945 годом
- Открытка 1907 года